# José Villanueva Ruesta
José Guillermo Villanueva Ruesta (Ica, 21 de junio de 1944[cita requerida]) es un general del Ejército del Perú en retiro.

## Biografía
Nació en Ica, hijo de Guillermo Villanueva Villanueva y Elsa Ruesta Molero.
Ingresó a la Escuela Militar de Chorrillos en dónde se especializó en el arma de Artillería. Egresó en la Promoción "Centenario del Combate del Dos de Mayo".
En enero de 1997 ascendió a general de División.
Fue nombrado ministro del Interior en julio de 1997, cargo que ejerció hasta julio de 1999.
El 24 de julio de 1999 fue nombrado como comandante general del Ejército y presidente del Comando Conjunto de las Fuerzas Armadas.
En octubre de 2000 puso su cargo a disposición tras la fuga del asesor presidencial Vladimiro Montesinos. Fue relevado de sus cargos militares y reemplazado por Walter Chacón Málaga.
A finales de diciembre de 2000 fue arrestado en la frontera de Perú con Ecuador por los delitos contra la administración pública, encubrimiento en la fuga de Vladimiro Montesinos y asociación para delinquir
En 2006 fue condenado a 9 años de prisión por la compra irregular de equipos médicos para el hospital Militar.
En febrero de 2007 fue condenado a cinco años de prisión efectiva por el delito de violencia contra funcionarios públicos en su modalidad agravada, al ser responsable de obligar a oficiales a su mando para firmar la denominada "acta de sujeción".
Fue condenado por el delito de enriquecimiento ilícito en agravio del Estado a 10 años de prisión. Además, realizó un pago de 7.5 millones de soles.